# Diethelm Koch

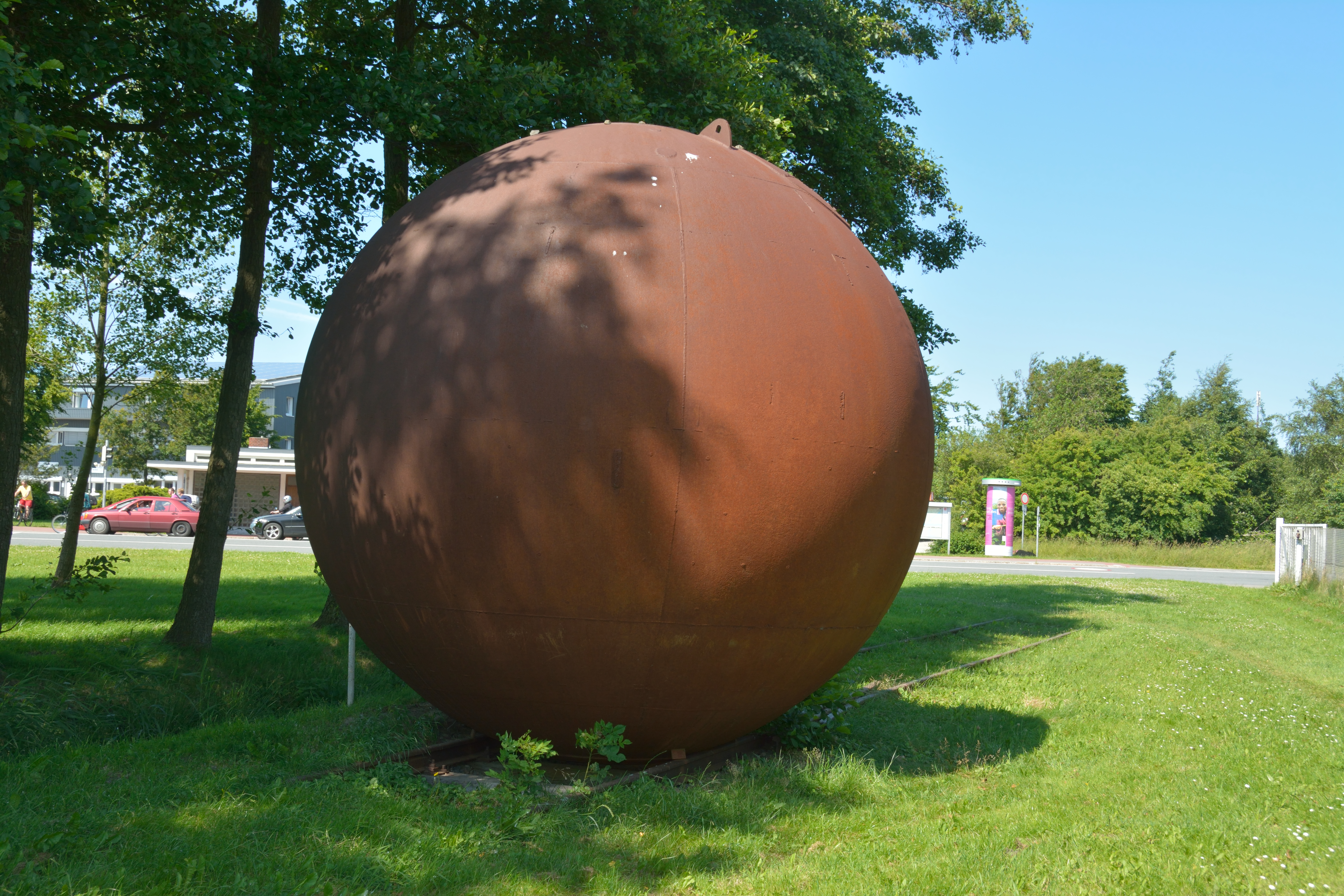
Kugel XVII am Fähranleger in Brunsbüttel, entstand 1996 im Rahmen des Projektes Land:Art. Koch entwickelte die Größe der Kugel aus dem Maßverhältnis der Bahngleise.

Diethelm Koch (* 22. Mai 1943 in Bochum; † 14. März 2008 ebenda) war ein deutscher Bildhauer und Hochschullehrer an der Fachhochschule Potsdam.
Koch setzte sich in seinem künstlerischen Schaffen vor allem mit den grundlegenden plastischen Elementen Würfel, Zylinder und Kugel auseinander. Er arbeitete bevorzugt mit den gegensätzlichen Materialien Holz und Stahl/Eisen. Es finden sich in seinem Werk aber auch zahlreiche Siebdrucke, Computerzeichnungen sowie Aluminiumarbeiten und Graugüsse.

## Leben und Wirken
Diethelm Koch wurde am 22. Mai als jüngstes Kind eines Konditormeisters in Bochum geboren. Er hatte ein inniges Verhältnis zu seinem zehn Jahre älteren Bruder Hugo, der sich fürsorglich um den jüngeren Diethelm kümmerte. Das industrielle Ruhrgebiet bestimmte seine Kindheit und schien sich prägend auf seine spätere Kunst auszuwirken. Bereits während seiner Schulzeit schnitzte er kleine Figurinen und äußerte in Interviews, dass er Künstler werden wolle. Nach der Schulzeit begann Koch 1957 mit einer Ausbildung zum Modelltischler in der Bochumer Maschinenfabrik Eickhoff. Mit fünfzehn verließ er sein Elternhaus und schloss sich der „Zugvogelbewegung“ an. Nach der Heirat mit Bärbel Rumpf setzte Koch seine Pläne um, Bildhauer zu werden. Er absolvierte von 1965 bis 1970 an der Fachhochschule Dortmund bei Herbert Volwahsen ein klassisch geprägtes Studium (Akt, Porträt). Bereits in dieser Zeit entstanden erste systematische Arbeiten, die auch die später verstärkt auftretenden Formen Kugel, Würfel und Zylinder enthielten. Diethelm Koch setzte seine Studien 1970 bis 1975 an der Kunstakademie Düsseldorf bei den Lehrern Norbert Kricke und Erwin Heerich fort. Insbesondere unter Heerich festigte sich das Formenvokabular Kochs, und es bildete sich bei ihm die künstlerische Sprache heraus, die sein späteres Schaffen dominieren sollte.
Während seiner Zeit an der Kunstakademie Düsseldorf entstanden die ersten Großplastiken aus Holz und Stahl, die er zumeist für eine Ausstellung im öffentlichen Raum vorsah. In Zusammenarbeit mit dem Kurator und Kunstwissenschaftler Michael Fehr entstanden zwei Publikationen zum Leben im Urbanen Raum.
Von 1979 bis 1980 hatte Koch einen Lehrauftrag an der Fachhochschule Dortmund und im Anschluss bis 1983 an der Fachhochschule Münster. An die Fachhochschule Dortmund kehrte er 1985 abermals mit einem Lehrauftrag zurück, bis er 1992 als Professor für Grundlagen der Gestaltung an die Fachhochschule Potsdam berufen wurde.
Diethelm Koch verstarb am 14. März 2008 in Bochum. Ein Teil seines künstlerischen Nachlasses befindet sich im Künstler:innenarchiv der Stiftung Kunstfonds.

## Ausstellungen (Auswahl)
- 2012: Museum Bochum[7]
- 2009: Wilhelm-Hack-Museum, Ludwigshafen
- 2008: Museum Bochum
- 2007: Kunstmuseum Bayreuth
- 2006: Kunst aus NRW, Aachen-Kornelimünster
- 2006: Kunstverein Gelsenkirchen e. V.
- 2006: Siegerlandmuseum, Museum für Gegenwartskunst, Siegen

## Öffentliche Sammlungen (Auswahl)
- Bayreuth, Kunstmuseum
- Brünn, Kunstsammlung der Masaryk-Universität
- Dortmund, Museum am Ostwall
- Düsseldorf, Museum Kunstpalast
- Duisburg, Wilhelm-Lehmbruck-Museum
- Hagen, Karl-Ernst-Osthaus-Museum
- Heilbronn, Städtische Museen
- Ingolstadt, Museum für Konkrete Kunst
- Ludwigshafen, Wilhelm-Hack-Museum
- Mannheim, Kunsthalle
- Vaduz, Kunstmuseum Liechtenstein
- Würzburg, Museum im Kulturspeicher
- Wuppertal, Von-der-Heydt-Museum